# Janko Kamauf
Janko Kamauf (Zagreb, 10. prosinca 1801. – Zagreb, 11. kolovoza 1874.) bio je prvi gradonačelnik grada Zagreba.
Završio je Klasičnu gimnaziju u Zagrebu 1816. godine. 
Godine 1817. upisao je Pravoslovnu akademiju u Zagrebu, a pet godina kasnije u Pešti je položio odvjetnički ispit.
Od 1823. bio je odvjetnik zagrebačke biskupije. Godine 1831. izabran je za gradskoga zastupnika, a godinu kasnije za gradskoga senatora te za Zagreb ostaje vezan službom sve do 1857. Janko Kamauf bio je i među osnivačima Prve hrvatske štedionice 1846.
Na poticaj bana Josipa Jelačića Bužimskog 7. rujna 1850. Carskim su patentom spojeni jedinstveni Zagreb kraljevska slobodna varoš na brdu Gradecu, Kaptol, Nova ves, Vlaška ulica, podgrađe i pripadajuća im sela. Tako je Zagreb počeo živjeti kao jedinstveni grad, a za prvoga je gradonačelnika izabran upravo Janko Kamauf, posljednji varoški sudac Gradeca. Zagreb je u to vrijeme imao 16.036 stanovnika.
Kamauf je upravljao gradom Zagrebom punih šest godina, od 1851. do 1857.